# Jaula expansible para fusión intercorporal

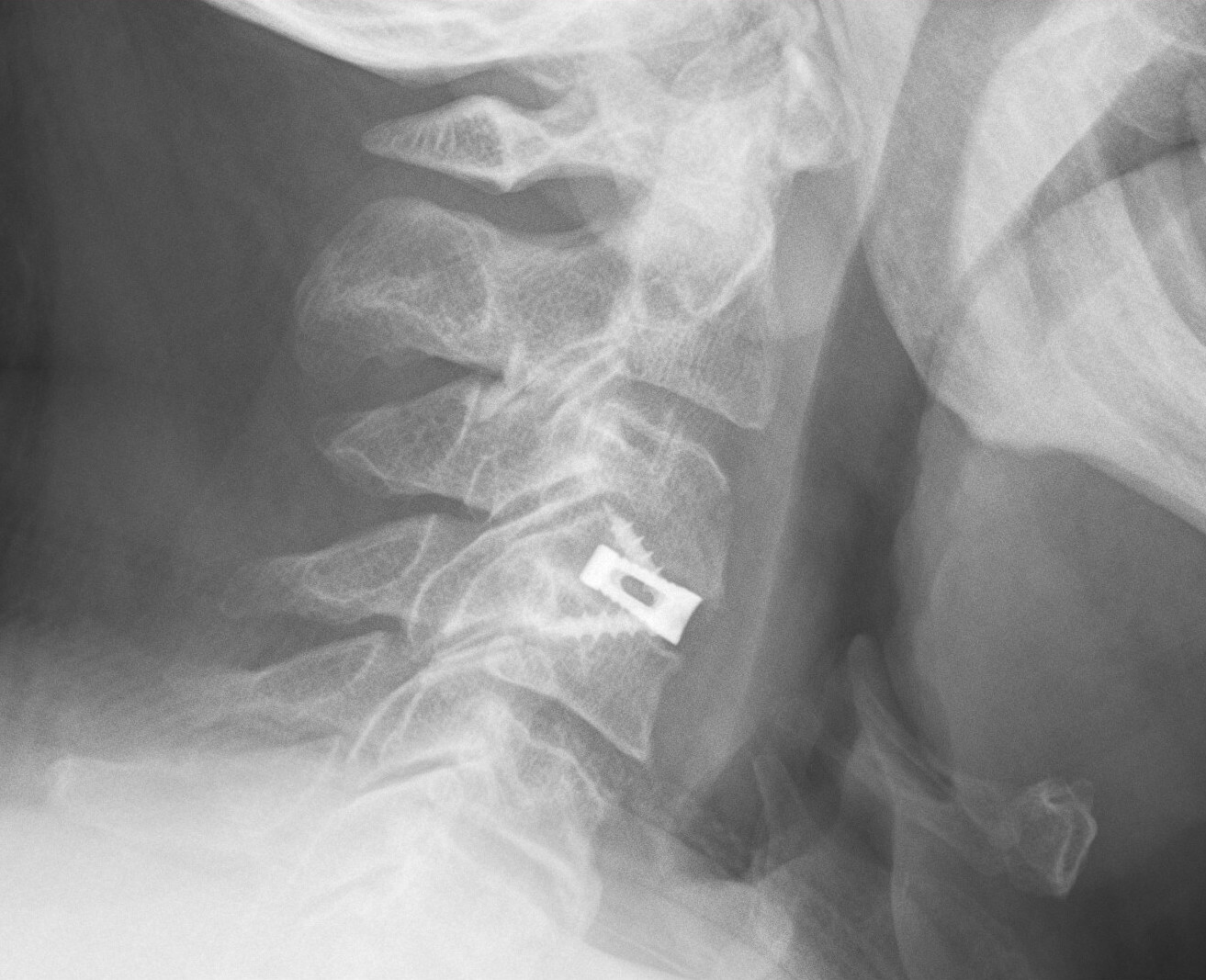
Radiografía cervical lateral mostrando una jaula intersomática, sistema Juliet.

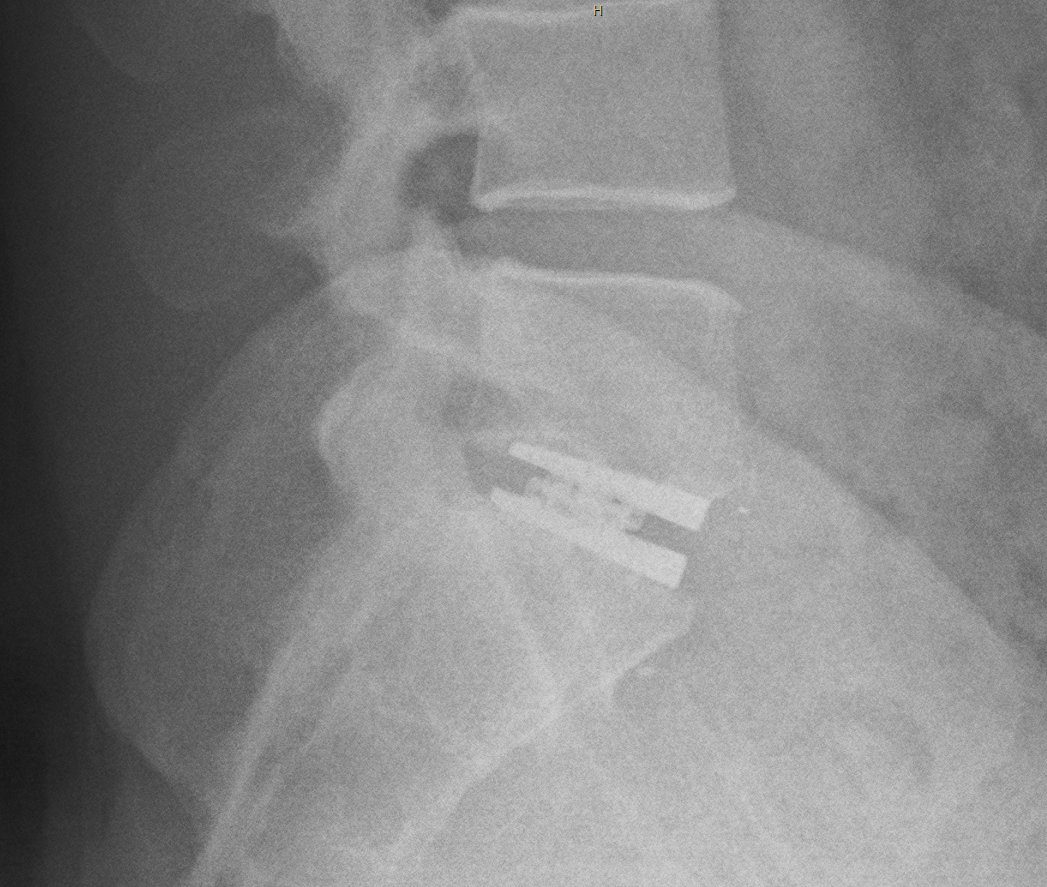
Jaula intersomática L5S1, detalle de radiografia lumbar lateral.

Una jaula expansible para fusión intercorporal, normalmente conocida como jaula para columna, es una prótesis usada en procedimientos de fusión de columna para mantener la altura y descompresión foraminal. Estos dispositivos pueden ser de forma cilíndrica o cuadricular y normalmente tienen rosca. Existen distintas variedades: La jaula para daño, la jaula rayo, jaula piramidal, jaula Inter-reparadora y la jaula lordótica LT, todos forjados de titanio; La jaula Brantigan, hecha de fibra de carbono; y la clavija ósea cortical, que se obtiene de un corte lateral del fémur.  Las jaulas pueden ser empaquetadas o forradas de material óseo autólogo para así, poder promover artrodesis.
Estos implantes son insertados cuando el espacio entre los discos de la columna se encuentra anormal, de tal manera que el implante, cuando se coloca y enrosca, se comporta como un tornillo. Los implantes sin rosca como la jaula para daño y la piramidal, tienen una especie de dientes para embonar en ambas superficies y así, apresar los extremos de la placa.

## Tecnología: expansión vs. dispositivos estáticos
Los dispositivos expandibles de implante están a la vanguardia de la tecnología en este campo, con jaulas que se expanden en el lugar para un ajuste óptimo de la placa de principio a fin permitiendo la corrección de la lordosis. Existe una gran variedad de tecnologías para la expansión de este tipo de jaulas; el ajuste FLX amplía las zonas ortopédicas ofreciendo una articulación 3D única y expansión lordótica. Los dispositivos Staxx y Varilift desarrollados por Wenzel, utilizan un dispositivo de tornillo para la ampliación y AccuLIF desarrollado por CoAlign, tienen un sistema hidráulico para solucionar la expansión precisa.
Una vez colocadas, las jaulas resisten la flexión y extensión de la espina, así como las fuerzas axiales a través de la columna en la parte ventral y dorsal.